# Yelicones buloloensis
Yelicones buloloensis (лат.) — вид паразитических наездников рода Yelicones из семейства Braconidae (Ichneumonoidea) отряда перепончатокрылые насекомые. Новая Гвинея (Bulolo).

## Описание
Наездники мелких размеров (около 6 мм). Ноги коренастые, короткие. В усиках 25 сегментов. Внешний вид кремовый, за исключением ног коричневато-жёлтого цвета и следующих коричневых пятен: стемматикум, нотаули, край мезоскутума, тегулы, скутеллярная борозда, задняя часть щитика, большая часть метанотума, метка на мезостернуме, метаплевры, метка около проподеального дыхальца, срединная продольная линия на проподеуме, края 1-го метасомального тергита, 2-го тергита за исключением крупной срединно-передней треугольной области и небольшого заднелатерального пятна, широкая поперечная полоса на тергитах 3—7; усики жёлто-коричневые в основании, становятся тёмно-коричневыми в верхней части; крылья гиалиновые с коричневыми пятнами и тёмно-коричневым жилкованием; птеростигма жёлтая; яйцеклад равномерно жёлто-коричневый. Этот вид можно отличить от других видов Yelicones по цвету метасомы и почти полностью полосатому 2-му метасомальному тергиту. Он известен только по голотипу и назван в честь типового местонахождения, Булоло (Bulolo; Папуа — Новая Гвинея). Предположительно, как и близкие виды, паразитирует в качестве эндопаразитоидов на гусеницах бабочек-огнёвок (Pyralidae и Crambidae) и окукливается внутри шкурки гусеницы, которая, твердея, образует так называемую мумию.